# 亡命排：阿富汗战争中的英雄、叛徒、异见者和手足情
《亡命排：阿富汗战争中的英雄、叛徒、异见者和手足情》（英語：Outlaw Platoon: Heroes, Renegades, Infidels, and the Brotherhood of War in Afghanistan）是由美军第10山地师的一位排长肖恩·帕内尔上尉和约翰·博尔顿合作所著，讲述了美国陆军第10山地师第87步兵团第2营B连第3排——“亡命排”的战士们在阿富汗东部边境与恐怖分子英勇斗争的故事。本书的简体中文版由著作者肖恩·帕内尔及哈珀·柯林斯出版集团授权由人民日报出版社在中国大陆出版。

## 内容简介
《亡命排:阿富汗战争中的英雄、叛徒、异见者和手足情》描述了美军第10山地师在阿富汗群山中进行英勇抵抗的故事，肖恩·帕内尔上尉讲述了一个刺激有趣、令人热血澎湃的故事，一个关于胜利、灾难以及战斗中结下的生死兄弟情的传奇故事。
二十四岁的游骑兵肖恩·帕内尔被任命为一个40人的精锐步兵排排长——这个排后来被称为“亡命排”——并奉命消灭以巴基斯坦为基地，来自阿富汗东部边境的山谷的恐怖分子。帕内尔和他的部下原以为他们要对付的是一群平民百姓组成的乌合之众，但在2006年5月，他们进行例行巡逻时穿越了兴都库什山脉的一处低谷，结果遭遇到一场残酷的伏击战。勉强生还后，帕内尔和他的部下这才意识到，他们所面对的是二战结束后美军遇到的最专业、最具经验的战士。
接下来便是十六个月的近战，这一过程中，“亡命排”成了帕内尔的家：从参谋军士格里格·格里森，一个睿智、不停地吸着烟的老兵，他从来不会丧失自己的冷静；到专业军士罗伯特·皮尼奥特，一个温文尔雅、稳重谨慎的人，同时有着一颗战士的心和经济学家的头脑；再到参谋军士菲尔·鲍德温，排里冷静而又理性的声音，9·11事件后，他牺牲了自己的一切——事业、家庭、稳定的收入——来为国效力。但对他们来说，战斗的代价是高昂的：全排80%的人在战斗中负伤，自盖茨堡战役以来，他们的伤亡率是最高的，而且，他们中的一些人再也没能回家。
这是一个关于战火兄弟情的故事，炽热而又令人难忘，在这十六个月中，“亡命排”唤醒了强烈而又真挚的情感，展示了帕内尔和他的部下如何重塑他们的生命，以及他们在相互间找到的挚爱和信念是如何使他们存活下来的。